# Deuterocohnia gableana
Espèce
Classification APG III (2009)
Deuterocohnia gableana est une espèce de plantes à fleurs de la famille des Bromeliaceae, endémique de Bolivie et décrite en 2003.

## Distribution
L'espèce est endémique de Bolivie.

## Description
Selon la classification de Raunkier, l'espèce est chamaephyte.